# Ogorzelec (powiat kamiennogórski)
Ogorzelec (przed 1945 niem. Dittersbach) – wieś w Polsce położona w województwie dolnośląskim, w powiecie kamiennogórskim, w gminie Kamienna Góra, na pograniczu Karkonoszy, Rudaw Janowickich w Sudetach Zachodnich i Wzgórz Bramy Lubawskiej w Sudetach Środkowych nad Świdnikiem, na wysokości 580–660 m n.p.m. przy  drodze wojewódzkiej nr 367.

## Historia
Przyjmuje się, że pierwsza wzmianka z 1292 r. wymienia wśród innych wsi w okolicy także Ogorzelec. Prawdopodobnie chodziło tu jednak o Jarkowice koło Lubawki, które przez długi czas nosiły taką samą nazwę w języku niemieckim.

## Rudy metali
Okolice Ogorzelca charakteryzuje zróżnicowana budowa geologiczna, ponieważ pasma otaczające wieś należą do różnych formacji. Najciekawsze są wyrobiska i hałdy dawnej kopalni „Victoria”, w której eksploatowano polimetaliczne złoże na kontakcie gnejsów i łupków łyszczykowych. Występują tu rzadkie minerały, m.in.: smółka uranowa, uraninit, chalkopiryt, hematyt, piryt, galena, gummit, torbernit i fluoryt.

## Kamieniołom
Po 1945 we wsi działały zakłady flotacyjne, w których wzbogacano rudę uranu, po wyczerpaniu złoża wzbogacano rudę siarki dowożoną z okolic Tarnobrzega.
Do 2009 roku we wsi funkcjonował jedyny w Polsce kamieniołom amfibolitów o łącznym złożu szacowanym na około 3 mln t. W wyniku badań prowadzonych na terenie wsi odkryto nowe złoże tej skały (ok. 47 mln t) oraz złoże gnejsu, który jest wydobywany jako kopalina towarzysząca. W najbliższym czasie planuje się eksploatację nowego złoża, gdyż pierwsze ulegnie wkrótce wyczerpaniu. Od niedawna istnieje kolejny tego typu kamieniołom w kraju – otwarty oficjalnie 7 maja 2009 roku w Piławie Górnej o zasobie amfibolitu szacowanym na 100 mln t.

## Podział administracyjny
W latach 1975–1998 miejscowość należała administracyjnie do województwa jeleniogórskiego.

## Wzmianki o Ogorzelcu
| Data | Nazwa                        |
| ---- | ---------------------------- |
| 1292 | Dittersbach                  |
| 1547 | Städtlischen Dittersbach     |
| 1816 | Dittersbach städtlisch       |
| 1836 | Schmiedebergisch Dittersbach |
| 1840 | Städtisch Dittersbach        |
| 1945 | Datowice                     |
| 1946 | Ogorzelec                    |